# Nadima Simón Domínguez
Nadima Simón Domínguez (Yucatán, Mérida 3 de agosto de 1943) es maestra mexicana emérita por la Facultad de Contaduría y Administración de la Universidad Nacional Autónoma de México y pianista concertista de descendencia sirio-libanesa.

## Trayectoria
Obtuvo el título de contadora pública en la Facultad de Contaduría y Administración de la UNAM, graduada como maestra y doctora en Administración. Es la primera mujer en conseguir el reconocimiento de maestra Emérita por la misma facultad.Y en 1970 comenzó su trabajo como docente de la UNAM.

## Premios y reconocimientos
Durante su trayectoria a recibido varios reconocimientos entre ellos se encuentran:
- Las cátedras especiales Carlos Pérez del Toro, Roberto Casas Alatriste, de la FCA
- Premio Universidad Nacional en docencia en Ciencias Económico-Administrativas  y en Investigación en Ciencias Económico Administrativas.[3] [4]
- En 2019 le fue conferido el premio Biblios de la embajada de Líbano, en el área de humanidades. [5]
- Participó en una reunión dentro del senado, junto a más mujeres líderes tocando el tema de la búsqueda de la paridad de género. [6]